# Oosterambt
Oosterambt is een gebied in het uiterste noorden van de provincie Groningen. Het komt ongeveer overeen met de gemeente Eemsmond, die in 2019 opging in de grote gemeente Het Hogeland. Het omvatte vanouds de kerspelen Breede, Eelswerd, Eppenhuizen, Huizinge, Kantens, Middelstum, Oldenzijl, Oosternieland, Stitswerd, Toornwerd, Uithuizen, Uithuizermeeden, Usquert, Warffum, Westerwijtwerd en Zandeweer. Later werd ook Menkeweer, dat gedeeltelijk in het Halfambt lag, hiertoe gerekend. Auteurs uit de achttiende eeuw rekenden Warffum en Breede vermoedelijk ten onrechte tot het Halfambt. De kerk van Eelswerd werd in de zestiende eeuw afgebroken, waarna de parochianen de kloosterkerk van Rottum bezochten.
Het Oosterambt is een van de onderkwartieren van het historische Ommeland Hunsingo. Het ging tussen 1659 en 1749 op in het Oostambsteradeel, dat echter vooral een kunstmatige eenheid bleef. Het Oosterambt wordt als Asterombechte voor het eerst in 1252 vermeld.
De theorie dat het Oosterambt tot de dertiende eeuw tot Fivelingo hoorde, lijkt te zijn achterhaald. De Kroniek van Bloemhof beschrijft in 1232 een conflict tussen de inwoners van Eenrum en Uithuizen, met medestanders in Hunsingo dan wel in Fivelingo, met als inzet de zeggenschap over een niet nader genoemd eiland, vermoedelijk Rottumeroog. Daarbij zou ook een oude grenssloot opnieuw zijn uitgegraven. De historicus W.J. Formsma heeft geprobeerd aannemelijk te maken dat het daarbij ging om de Oude Delthe (nu het Usquerdermaar), de oostgrens van het kerspel Warffum. De grens tussen de decanaten Baflo en Usquert wordt echter gevormd door de Oude Weer ten westen van Warffum en moet al veel eerder tot stand zijn gekomen. De verwarring wordt versterkt door het feit dat Fivelingo een eigen onderkwartier heeft gehad dat de vergelijkbare naam Oosterdambt (later Oosteradeel) droeg, dat de streek tussen Appingedam en de grens met het Oldambt omvatte.